# Grand Prix Formule 1 van Nederland 1970

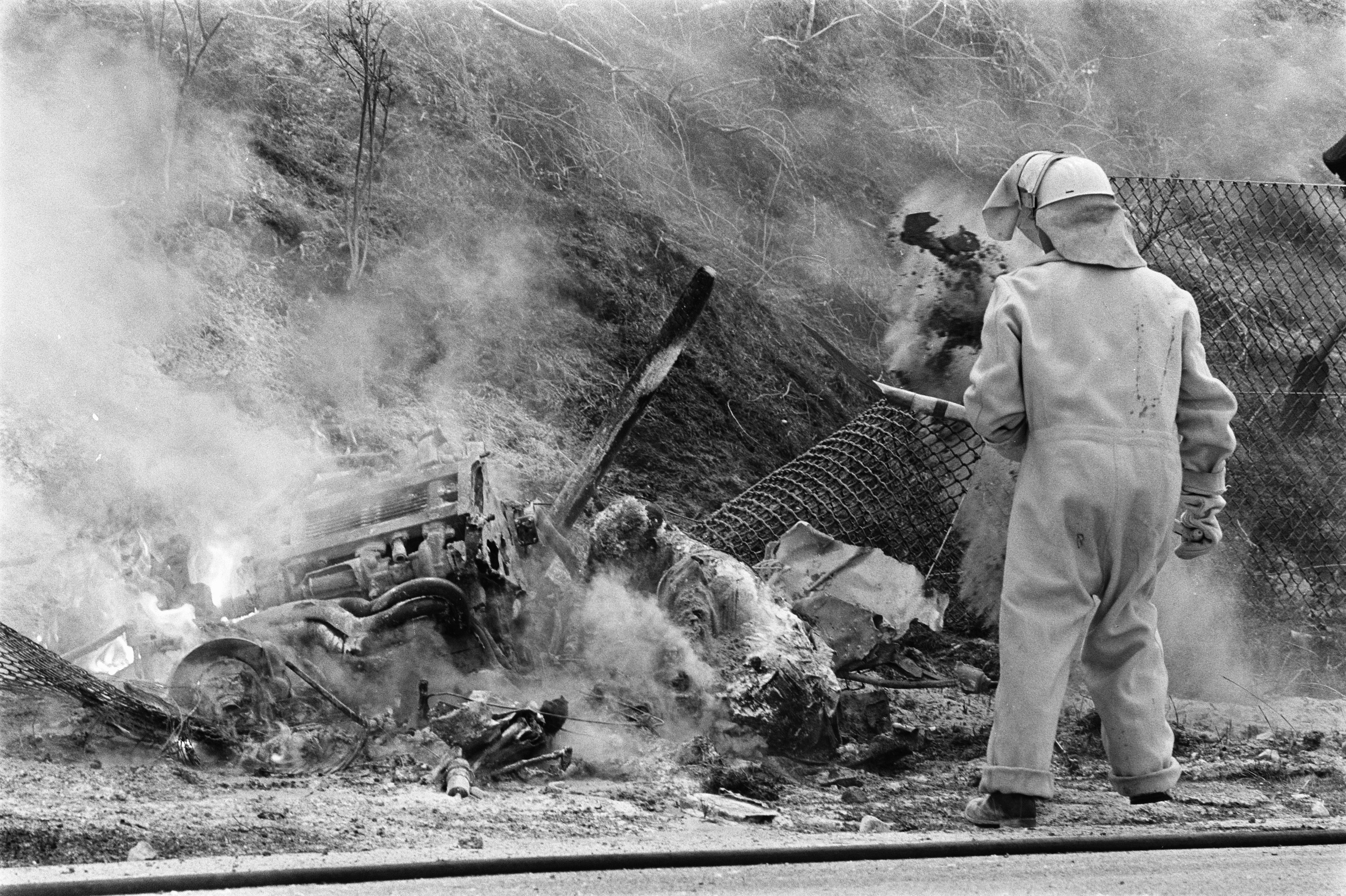
Fatale ongeluk van Piers Courage

De Grand Prix Formule 1 van Nederland 1970 werd verreden op 21 juni op het circuit van Zandvoort. Het was de vijfde race van het seizoen. Hierbij kwam Piers Courage om het leven door een ongeluk.

## Uitslag
| Pos. | Nr. | Coureur              | Constructeur       | Rondes | Tijd / Oorzaak uitval | Grid | Punten |
| ---- | --- | -------------------- | ------------------ | ------ | --------------------- | ---- | ------ |
| 1    | 10  | Jochen Rindt         | Lotus-Ford         | 80     | 1:50:43.4             | 1    | 9      |
| 2    | 5   | Jackie Stewart       | March-Ford         | 80     | 30                    | 2    | 6      |
| 3    | 25  | Jacky Ickx           | Ferrari            | 79     | + 1 Ronde             | 3    | 4      |
| 4    | 26  | Clay Regazzoni       | Ferrari            | 79     | + 1 Ronde             | 6    | 3      |
| 5    | 23  | Jean-Pierre Beltoise | Matra              | 79     | + 1 Ronde             | 10   | 2      |
| 6    | 16  | John Surtees         | McLaren-Ford       | 79     | + 1 Ronde             | 14   | 1      |
| 7    | 12  | John Miles           | Lotus-Ford         | 78     | + 2 Rondes            | 8    |        |
| 8    | 24  | Henri Pescarolo      | Matra              | 78     | + 2 Rondes            | 13   |        |
| 9    | 22  | Ronnie Peterson      | March-Ford         | 78     | + 2 Rondes            | 16   |        |
| 10   | 1   | Pedro Rodríguez      | BRM                | 77     | + 3 Rondes            | 7    |        |
| 11   | 18  | Jack Brabham         | Brabham-Ford       | 76     | + 4 Rondes            | 12   |        |
| NC   | 15  | Graham Hill          | Lotus-Ford         | 71     | Niet geklasseerd      | 20   |        |
| NF   | 6   | François Cevert      | March-Ford         | 31     | Motor                 | 15   |        |
| NF   | 3   | George Eaton         | BRM                | 26     | Olielek               | 18   |        |
| NF   | 2   | Jackie Oliver        | BRM                | 23     | Motor                 | 5    |        |
| NF   | 4   | Piers Courage        | De Tomaso-Ford     | 22     | Dodelijk ongeluk      | 9    |        |
| NF   | 9   | Jo Siffert           | March-Ford         | 22     | Motor                 | 17   |        |
| NF   | 20  | Peter Gethin         | McLaren-Ford       | 18     | Ongeluk               | 11   |        |
| NF   | 32  | Dan Gurney           | McLaren-Ford       | 2      | Motor                 | 19   |        |
| NF   | 8   | Chris Amon           | March-Ford         | 1      | Koppeling             | 4    |        |
| NQ   | 21  | Andrea de Adamich    | McLaren-Alfa Romeo |        |                       |      |        |
| NQ   | 19  | Rolf Stommelen       | Brabham-Ford       |        |                       |      |        |
| NQ   | 31  | Pete Lovely          | Lotus-Ford         |        |                       |      |        |
| NQ   | 29  | Silvio Moser         | Bellasi-Ford       |        |                       |      |        |

## Statistieken
| Pole-position | Jochen Rindt | Lotus-Ford | 1:18.30 |
| Snelste ronde | Jacky Ickx   | Ferrari    | 1:19.23 |

## Noot
- Dit was het debuut van de Zwitserse coureur (en toekomstig Grand Prix-winnaar) Gianclaudio 'Clay' Regazzoni en de Britse coureur (en toekomstig Grand Prix-winnaar) Peter Gethin.
- Tiende podiumplaats voor Jochen Rindt (en voor een Oostenrijkse coureur) en Jacky Ickx.

1948 · 1949 · 1950 · 1951 · 1952 · 1953 · 1955 · 1958 · 1959 · 1960 · 1961 · 1962 · 1963 · 1964 · 1965 · 1966 · 1967 · 1968 · 1969 · 1970 · 1971 · 1973 · 1974 · 1975 · 1976 · 1977 · 1978 · 1979 · 1980 · 1981 · 1982 · 1983 · 1984 · 1985 · 2020 · 2021 · 2022 · 2023 · 2024 · 2025  · 2026